# 黒字倒産
黒字倒産（くろじとうさん）とは、損益計算書上では黒字の状態であるにもかかわらず、資金繰りの関係で法人などが倒産してしまうことを指す。

## 黒字倒産の要因
商品売買の決済は、通常掛取引で1か月程度、手形決済の場合で3か月～6ヶ月後の決済となり、その間は利益は計上されても現金は入ってこない。その間に経費の支払いなどにより資金繰りが困難となることで、黒字倒産に陥る。
通常数ヶ月分の決済に耐えうるだけの手元運転資金をもって運営にあたるが、取引先からの支払遅延や手形の不渡り（連鎖倒産）、融資の否決等で資金計画が狂ってしまうことで容易に起こり得る。
その一方で赤字決算であるものの倒産しない企業も多数存在する。
いわゆる「勘定合って銭足らず。」では直ちに企業は倒産しない。倒産する原因があって、その結果の一つを示したのに過ぎない。